# Jarl Prom
Jarl Fritz Harald Hanson Prom, född den 15 oktober 1905 i Kristianstad, död den 8 maj 1975 i Sigtuna, var en svensk jurist. Han var gift med en syster till Curt Sylvén.
Prom avlade studentexamen i Linköping 1926 och juris kandidatexamen vid Uppsala universitet 1932. Han genomförde studieresor i England 1924, i Tyskland och Polen 1928, samt tingstjänstgöring i Sevede och Tunaläns domsaga 1932–1935. Prom blev aspirant i Svea hovrätt 1935, fiskal där 1936, tillförordnad häradshövding i Södersysslets domsaga 1936–1937 och i Västmanlands mellersta domsaga 1939–1940, sekreterare i Jämtlands norra domsaga 1938–1939, tillförordnad borgmästare och rådman i Vimmerby stad, Mariefreds stad och Västerås stad olika tider 1934–1941, juridiskt biträde i bränslekommissionen 1941, hovrättsassessor 1942, tingsdomare i Ångermanlands norra domsaga 1943 och ånyo hovrättsassessor 1944. Prom blev borgmästare i Vänersborgs stad 1947. När rådhusrätten där upphörde 1970 blev han tillförordnad tingsdomare i Vänersborgs domsaga och senare tjänsteförrättande rådman i Vänersborgs tingsrätt. Prom blev vice ordförande i Sparbanken i Vänersborg 1954 och ordförande där 1960. Han redigerade Svensk juristmatrikel (tillsammans med Erik T:son Uggla, 1950). Prom blev riddare av Nordstjärneorden 1953 och kommendör av samma orden 1973. Han vilar på Sigtuna kyrkogård.